# Guadua trinii
Guadua trinii är en gräsart som först beskrevs av Christian Gottfried Daniel Nees von Esenbeck, och fick sitt nu gällande namn av Franz Josef Ivanovich Ruprecht. Guadua trinii ingår i släktet Guadua och familjen gräs. Inga underarter finns listade i Catalogue of Life.